# غيوم عائلية
غيوم عائلية هو مسلسل السوري من إنتاج عام 2014. من تأليف أسامة كوكش وإخراج فادي سليم وإنتاج شركة شاميانا.
المسلسل اجتماعي كوميدي يتحدث عن أسرة مؤلفة من الأب زهير رمضان والأم سلمى المصري وأبنائهم الثلاثة، و يحيط بالأسرة مجموعة من الأقارب قام بأدوارهم جرجس جبارة وباسل حيدر وغادة بشور وتولاي هارون وآخرون.